# MRPL24
MRPL24 (англ. Mitochondrial ribosomal protein L24) – білок, який кодується однойменним геном, розташованим у людей на короткому плечі 1-ї хромосоми.  Довжина поліпептидного ланцюга білка становить 216 амінокислот, а молекулярна маса — 24 915.
| 10         |  | 20         |  | 30         |  | 40         |  | 50         |
| ---------- |  | ---------- |  | ---------- |  | ---------- |  | ---------- |
| MRLSALLALA |  | SKVTLPPHYR |  | YGMSPPGSVA |  | DKRKNPPWIR |  | RRPVVVEPIS |
| DEDWYLFCGD |  | TVEILEGKDA |  | GKQGKVVQVI |  | RQRNWVVVGG |  | LNTHYRYIGK |
| TMDYRGTMIP |  | SEAPLLHRQV |  | KLVDPMDRKP |  | TEIEWRFTEA |  | GERVRVSTRS |
| GRIIPKPEFP |  | RADGIVPETW |  | IDGPKDTSVE |  | DALERTYVPC |  | LKTLQEEVME |
| AMGIKETRKY |  | KKVYWY     |  |            |  |            |  |            |

A: Аланін

C: Цистеїн

D: Аспарагінова кислота

E: Глутамінова кислота

F: Фенілаланін

G: Гліцин

H: Гістидин

I: Ізолейцин

K: Лізин

L: Лейцин

M: Метіонін

N: Аспарагін

P: Пролін

Q: Глутамін

R: Аргінін

S: Серин

T: Треонін

V: Валін

W: Триптофан

Кодований геном білок за функціями належить до рибонуклеопротеїнів, рибосомних білків, фосфопротеїнів. 
Локалізований у мітохондрії.